# 神戸市立中央図書館
神戸市立中央図書館（こうべしりつちゅうおうとしょかん、Kobe Chuo Municipal Library）は、兵庫県神戸市が設置している神戸市立図書館の本館である。大倉山公園の一画にあることから大倉山図書館の通称で呼ばれる場合もある。
1921年（大正10年）に神戸市役所から現在地に移転開館して以来の長い歴史を誇る。100万冊クラスの蔵書数は政令指定都市の単館としては屈指の規模であり、明石市にある兵庫県立図書館（約60万冊）をも大きく上回る。2016年度実績の来館者数は705,476人と市内11館（中央館1・地域拠点館10）の中でトップだが、貸し出し冊数は815,825冊と東灘図書館および西図書館に次ぐ第3位となっている。

## 本館概要
現在の本館1号館は1980年（昭和55年）に竣工した。1966年（昭和41年）竣工の旧本館は1995年（平成7年）の阪神・淡路大震災で大きな被害を受けて使用不能になったことから取り壊され、跡地には1997年（平成9年）竣工の2号館が立地している。
市内を巡回する自動車文庫は中央図書館の直属となっているが、中央区と兵庫区にサービスポイントは無く北区・垂水区・西区を巡回している。

### 各階
| 階  | 1号館 | 2号館                                     |
| --- | --- | ----------------------------------------- |
| 4F  | 事務室 製本室 | 特別コレクション室（青丘文庫） 研究室1〜3 |
| 3F  | 専門図書コーナー 参考図書コーナー 雑誌コーナー ビジネス支援コーナー レファレンスカウンター                        | 震災関連資料室 閲覧室2・3                 |
| 2F  | 神戸ふるさと文庫 震災関連資料コーナー（1・17文庫） 神戸賀川サッカー文庫 保存新聞コーナー                          | 閲覧室1                                   |
| 1F  | 一般図書コーナー 児童図書コーナー 神戸ふるさと文庫コーナー 子育て支援図書コーナー 雑誌コーナー 視聴覚資料コーナー | 食堂 自動車図書館事務室                   |
| 1F  | 一般図書コーナー 児童図書コーナー 神戸ふるさと文庫コーナー 子育て支援図書コーナー 雑誌コーナー 視聴覚資料コーナー |                                           |
| B1F | 書庫 |                                           |

## 沿革
神戸市に図書館を設置する動きは1911年（明治44年）3月2日に神戸市会で図書館設置議案が可決されたことに遡る。市会での議案可決を受け、図書館令に基づく神戸市立図書館が4月18日に相生町の神戸市役所内で開設された。
その後、機能充実を図る観点から図書館専用の建物を設置することになり1921年（大正10年）に市役所から独立し、大倉山の現在地に新しい市立図書館の本館が開館する。図書館令では各道府県を単位として拠点館1館を指定する「中央図書館」制度があり、大半の道府県では道府県立図書館が指定されていたが、兵庫県は県立図書館の開館が全国最後発（1974年開館）だった事情のため神奈川県の横浜市図書館や広島県の広島市立浅野図書館と並んで、県立図書館ではなく県庁所在地の市立図書館である本館が指定されていた。
1939年（昭和14年）10月には葺合区（現在の中央区東部）上筒井通に上筒井分館が設置されたが、1945年（昭和20年）6月の神戸大空襲で焼失してしまう。本館は空襲被害を免れ、終戦後には民間情報教育局の命で本館内にリンカーンCIE図書館が設置されたが、1952年（昭和27年）のサンフランシスコ講和条約発効を受けて廃止された。1950年（昭和25年）に神戸市図書館条例が公布された後、1951年（昭和26年）に旧図書館令が廃止され新たに図書館法が施行されたため、それまで有料だった閲覧と貸し出しを無料化する。
1950年代以降は市内への分館・分室設置を進め、長田分館（現・新長田図書館）、三宮分室（現・三宮図書館）、王子分館（現・灘図書館）、西神分室（現・西図書館）が開館する。これらの分館・分室は1972年（昭和47年）の組織再編で「各行政区の拠点館」と言う位置付けへ改められ、同時に本館を神戸市立中央図書館へ改称した。同年10月からは自動車文庫サービスを開始している。
1980年、新本館（現在の1号館）が竣工・開館。1995年（平成7年）1月17日の阪神・淡路大震災では1966年（昭和41年）から使用されていた旧本館が使用不能になり、取り壊しを経て1997年（平成9年）に2号館が開館した。
2017年（平成29年）現在、各行政区の拠点館では指定管理者制度が導入されているが、中央図書館は市文化スポーツ局の直営である。

## 主要コレクション
中央図書館の主要コレクションには以下のものが存在する。

### 神戸ふるさと文庫
1989年（平成元年）の市制100周年を記念し、日本国政府のふるさと創生事業により交付された1億円と市が計上した同額の合計2億円を原資に、翌1990年（平成2年）4月に1号館2階で開設された。神戸市の郷土資料や神戸市を舞台とする文芸作品に特化した約2万点の資料を館内閲覧に供している。

### 1・17文庫
1号館2階。1995年（平成7年）1月17日に発生した兵庫県南部地震（阪神・淡路大震災）関連資料を、約3000点にわたって収集。

### 松本海事文庫
元新日本汽船（商船三井の源流の1社）代表取締役社長・松本一郎から1976年（昭和51年）〜1988年（昭和63年）に寄贈された港湾・開運・貿易関連資料約1万6000点。地下1階の書庫に収蔵されている。

### 吉川文庫
神戸市出身の中国文学研究者・吉川幸次郎から1983年（昭和58年）に寄贈された古典・刊本のコレクション約2万4000点。書庫に収蔵されている。

### 青丘文庫
韓国・済州島出身で朝鮮史研究者の韓晳曦から寄贈を受けた朝鮮半島に関する文献約3万点を所蔵。2号館4階。専用ウェブサイトが開設されている。
- 青丘文庫研究会のホームページ

### おきしお文庫
東灘区の元高校教諭・置塩壽から神戸市へ行われた寄附を原資に各拠点図書館ごとのテーマを設定して収集した資料群。中央館では特定のテーマを定めず、各館のバックアップとして「全テーマの専門的な図書」が置かれている。

### 藤田レコードコレクション
音楽評論家・レコード収集家の藤田光彦から1983年（昭和58年）に寄贈されたSPレコード約4500枚。原盤は書庫に保管し、カセットテープに録音したものを貸し出している。

### 神戸賀川サッカー文庫
神戸市出身でサンケイスポーツ編集局長を務めた賀川浩から寄贈されたサッカー関連書籍・雑誌など約5000点。2014年（平成26年）4月20日開設。1号館2階。専用ウェブサイトが開設されている。
- 神戸賀川サッカー文庫

## アクセス
- 所在地：650-0017 神戸市中央区楠町7-2-1（大倉山公園内）

神戸市営地下鉄西神・山手線大倉山駅下車、北へ徒歩3分。

### 周辺
- 大倉山公園
  - 神戸文化ホール
  - 神戸市立中央体育館
- 神戸大学医学部附属病院
- 神戸市水の科学博物館

## 開館日時
- 開館時刻：午前9時15分開館、平日・土曜日は20時閉館。日曜・祝日は18時閉館。
- 休館日：毎週月曜日（祝日の場合は翌日）、館内整理日（2・6・10・12月の第3木曜日）、年末年始